# Pedro Massacessi
Pedro Massacessi (ur. 9 stycznia 1966) – argentyński piłkarz występujący na pozycji pomocnika.

## Kariera piłkarska
Od 1987 do 1997 roku występował w Independiente, Universidad Chile, Cobras, Atlante, Pumas UNAM, Yokohama Marinos i Jazz.